# Zhang Chunqiao

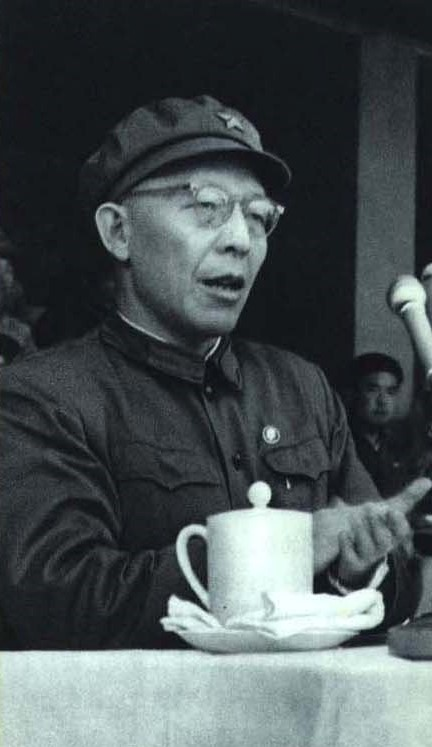
Zhang Chunqiao

Zhang Chunqiao (pinyin: Zhāng Chūnqiáo; Wade-Giles: Chang Ch'un-ch'iao; AFI: [tʂɑ́ŋ tʂʰwə́ntɕʰjɑ̌ʊ]; 1 de fevereiro de 1917 - 21 de abril de 2005) foi um proeminente teórico político, escritor e político comunista da República Popular da China. Entrou para o centro das atenções durante os estágios finais da Revolução Cultural e foi um membro do grupo radical maoísta apelidado de "Bando dos Quatro". Ocupou vários cargos elevados no governo chinês antes de ser preso em outubro de 1976 e condenado em 1981 por sua participação no Bando dos Quatro.